# 黃文樞
黃文樞（英語：Wen-Shu Hwang，1949年9月28日—）為留美化學家，美國奧勒岡州立大學化學博士，歷任國立東華大學校長、國立東華大學理工學院院長、國立東華大學化學研究所教授、國立中山大學化學系教授暨系主任、美國印第安納大學副研究員，研究領域為無機電化學、有機金屬化學。

## 生平
1949年9月28日出生，淡江大學化學系畢業，畢業後取得含美國麻省理工學院在內七所美國大學獎學金，最終入讀美國奧勒岡州立大學並取得化學博士，畢業後任美國印第安納大學化學副研究員，返國後任國立中山大學化學系副教授、正教授，並擔任化學系主任。
國立中山大學系主任期間，受美國加利福尼亞州立大學洛杉磯分校副校長牟宗燦邀請，協助創辦國立華東大學，成為國立東華大學創校成員之一，其創辦了化學研究所，並擔任國立東華大學理工學院院長、副校長等職，並於2002年出任國立東華大學第二位校長。校長任內，與國立海洋生物博物館首任館長方力行雙邊推動下，於2004年成立國立東華大學海洋科學學院，為臺灣高等學府與博物館合作辦學模式之首見；在2007年，與國立花蓮教育大學通過雙邊合校計畫，並出任合校後新國立東華大學校長。